# حمد العقيلي
حمد العقيلي (مواليد 8 مايو 1995) هو لاعب كرة قدم سعودي يلعب حالياً في نادي الأنوار.

## مسيرة اللاعب
مثل نادي الأنوار في الفئات السنية وبعدها إنتقل إلى نادي النصر في الأولمبي وإستدعي للفريق الأول في مباراة النصر والباطن في موسم 2017 نظراً للنقص الحاد في الفريق الأول و لعب بعدها مع نادي المجزل ونادي الثقبة ونادي البكيرية ونادي النهضة ونادي الوشم ونادي الكوكب ونادي الأنوار.

## وصلات خارجية
- حمد العقيلي على موقع Soccerway.com (الإنجليزية)
- حمد العقيلي على موقع كووورة